# クリプタンド
クリプタンド（英語: cryptand）とは、2つ以上の環から成る、かご状の多座配位子の総称である。この化合物群の「クリプタンド」と言う名は、取り込まれたゲストのカチオンを、地下聖堂 (英語: crypt) に埋葬された遺骸になぞらえて付けられた。クリプタンドはクラウンエーテルの設計概念を3次元構造へと発展させて開発され、クラウンエーテルよりも高い、特定のカチオンに対する選択性と包接能力を持つ。

## 構造

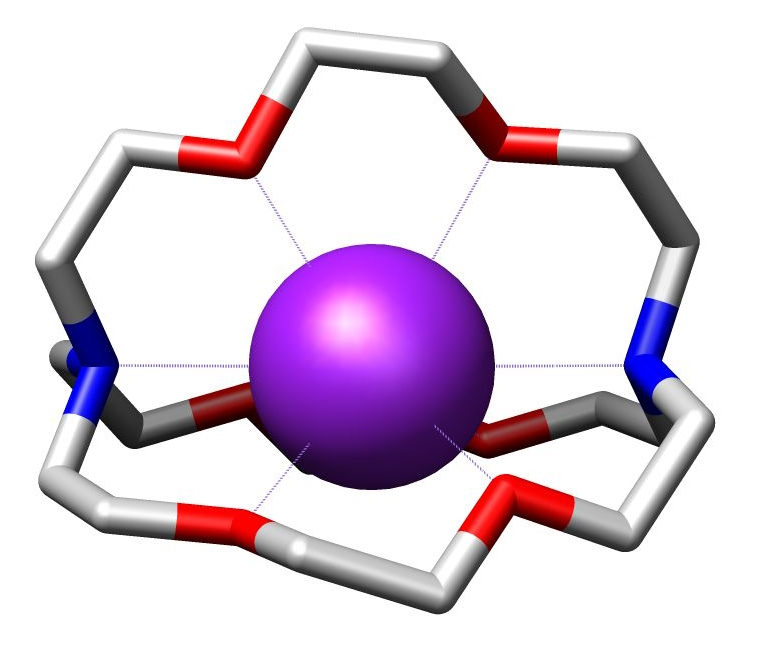
カリウムカチオン (K^{+}) を取り込んだ、[2.2.2]クリプタンドのX線解析による構造図。
白：炭素原子、赤：酸素原子、青：窒素原子、紫：カリウムカチオン

20世紀末までに最も多用され、研究されてきたクリプタンドは、化学式 N(CH2CH2OCH2CH2OCH2CH2)3N で表される物である。IUPAC名では、1,10-ジアザ-4,7,13,16,21,24-ヘキサオキサビシクロ[8.8.8]ヘキサコサン だが、煩雑なため、 [2.2.2]クリプタンドと通称されている。
なお、配位結合を提供する原子が窒素のみであるクリプタンドは、アルカリ金属のカチオンに対して特に高い親和性を持ち、それを用いた K− イオンを含んだ塩、すなわち（[クリプタンド•K+]•K-）を、選択的に単離したとの報告も為された。

## 性質
クリプタンドは、その分子を設計する事によって、特定のカチオンに対して選択的に配位する能力を持たせられる。このため、様々な構造のクリプタンドが設計されてきた結果、様々な構造のクリプタンドが知られている。
クリプタンドが有する3次元のかご状の空間の中に、ゲストとしてカチオンを取り込む。なお、カチオンにクリプタンドが配位して生成された錯体は、クリプテート (英語: cryptate) と呼ばれる。普通は、クリプテートが脂溶性を示すように、クリプタンドは設計される。
参考までに、クリプタンドは比較的「硬い」カチオンと錯体を形成し易い。例えば NH4+、ランタノイドのカチオン、アルカリ金属のカチオンなどである。
クラウンエーテルと異なり、クリプタンドは3次元構造を有するため、イオン半径による選択性が高く、Na+ と K+ などのアルカリ金属イオン同士を、クラウンエーテルよりも明確に区別する。すなわち、例えばK+に配位するように設計されたクリプタンドは、Na+ と K+が混在する溶液の中でも、K+だけを配位させて、K+とのクリプテートを形成する。一般に、Na+ や K+のようなカチオンは水溶性だが、これが脂溶性のクリプテートになった場合には、K+とのクリプテートだけが、油層へと分離されてゆく。

## 用途
他の配位子と比べて、クリプタンドは製造が難しく高価であるものの、イオン選択能や会合強度には優れる。
クラウンエーテルでも、普通は水溶性の塩を有機溶媒に可溶化できる場合もあるわけだが、クリプタンドを使う事によってのみ有機溶媒に可溶化できる塩も存在する。そして、やはりクラウンエーテルと同様に、クリプタンドも塩を形成しているイオン対を引き離すため、塩を形成していたアニオンの反応性を高められる。
また、クリプタンドは相間移動触媒としても用いられる。
アルカリド（アルカリ金属の陰イオン）やエレクトライド（電子を陰イオンとする塩）を合成することもできる。例えば、Sn92− といったクラスター構造を持つ、ジントルイオン (Zintl ion) の結晶化にも使われた。

## 歴史
1987年のノーベル化学賞は、クリプタンドとクラウンエーテルを発見・開発し、超分子化学の発展の礎を築いたドナルド・クラム、ジャン＝マリー・レーン、チャールズ・ペダーセンの3者に与えられた。クリプタンドは、クラウンエーテルの設計概念を、より立体的な分子構造に応用して設計して開発された。つまりクラウンエーテルよりも、配位するカチオンに対して、より高い選択性を有し、さらに、より強い包接能力を持つように、クリプタンドは設計された。